# Toxik
Toxik ist eine Thrash-Metal-/Progressive-Metal-Band aus Peekskill, New York (Vereinigte Staaten). Die Band gehört zu den Mitbegründern des Progressive Thrash Metals.

## Geschichte
Die Band wurde 1985 vom Gitarristen Josh Christian und dem Bassisten Lee Erwin gegründet. Anfangs nannte sich die Band noch „Tokyo“. Da es bereits eine Band mit diesem Namen gab und man einen Rechtsstreit vermeiden wollte, änderte man den Bandnamen in Toxik.
Der Sänger Michael Sanders und der Schlagzeuger Sal Dadabo komplettierten die Besetzung, die als das „Tokyo-Lineup“ bezeichnet wird. 
Im Jahre 1986 kam es zu zwei Veränderungen in der Besetzung. Lee Erwin verließ aus persönlichen Gründen die Band und wurde durch Brian Bonnini ersetzt. Sal Dadabo verließ Toxik in Richtung Twisted Sister. Sein Nachfolger wurde Ted Leger. Im Sommer 1986 nahm die Band ein Demo auf, welches der Band einen Vertrag bei Roadrunner Records einbrachte. 
Das Debütalbum „World Circus“ erschien 1988 und gilt als eines der ersten Progressive-Thrash-Metal-Alben. Das US-amerikanische College Music Journal kürte „World Circus“ zum „besten neuen Metalalbum des Jahres“. Nach der Tournee verließ Michael Sanders die Band. Nachfolger wurde Charles Sabin. Ein Jahr später erschien das zweite und bis heute letzte Album „Think This“. Für die anstehende Tour mit King Diamond durch Nordamerika und Europa holte die Band John Donelly in die Besetzung. Nach einer langen Tournee löste sich die Band 1992 auf. 
Im Herbst 2006 wurden beide Alben von Displeased Records wiederveröffentlicht. Eine weitere Wiederveröffentlichung beider Alben erfolgte im Frühjahr 2007 durch Metal Mind Productions. Im Februar 2007 verkündete die Band ihre Wiedervereinigung in der „World Circus“-Besetzung. Anstatt Tad Leger saß Lou Caldarola hinter dem Schlagzeug, da Leger sich auf seine neue Band Lucertola konzentrieren wollte. Im August 2007 verließ Brian Bonnini die Band. Da für ihn nicht rechtzeitig ein Ersatz gefunden wurde, musste die Band eine für November 2007 geplante Europatour, darunter Auftritte auf den Festivals Keep It True und Ragers Elite, absagen.

## Diskografie

### Studioalben
- 1987: World Circus
- 1989: Think This
- 2022: Dis morta

### Livealben
- 2008: Dynamo Open Air 88 (nur in der limitierten DVD-Veröffentlichung zu den Auftritten beim Dynamo Open Air 1988 enthalten)

### Kompilationen
- 2018: III Works (beinhaltet das bis zum Veröffentlichungszeitpunkt nur digital erhältliche Demo In Humanity von 2014, die EP Breaking Clas$ von 2017 und das mit zwei neuen Songs und acht Neuaufnahmen bereits bekannter Songs versehene, anderweitig unveröffentlichte Album Kinetic Closure von 2018)

### EPs
- 2017: Breaking Clas$

### Promo-Singles
- 1989: There Stood the Fence

### Demo
- 1986: Wasteland (wurde 2006 auf dem Re-Release von World Circus von Displeased Records als Bonus wiederveröffentlicht)
- 2014: In Humanity (war bis zur Veröffentlichung von III Works nur digital erhältlich)